# Yapahuwa
Yapahuwa fou una de les capitals efímeres de la Sri Lanka medieval. La ciutadella de Yapahuwa es troba a mig camí entre Kurunegala i Anuradhapura i va ser construïda al voltant d'un roc de granit enorme que augmenta abruptament gairebé cent metres per sobre de la plana circumdant.
El 1272 el rei Bhuvenakabahu va transferir la capital des de Polonnaruwa a Yapahuwa durant les invasions dravídiques des de l'Índia del sud, emportant-se la relíquia de la Dent Sagrada amb ell. Després de la mort del rei Bhuvenakabahu el 1284, els Pandya de l'Índia del sud va envair Sri Lanka altre cop i van aconseguir capturar la Dent Sagrada. Després de la seva captura, Yapahuwa fou en gran part abandonada i va quedar habitat només per monjos budistes i ascetes religiosos.

## Ubicació i nom
El complex de la fortalesa rocosa de Yapahuwa està situat a la província de Wayamba de Sri Lanka. Està aproximadament a 4 quilòmetres al sud-est de Maho, a mig camí entre Kurunegala i Anuradhapura. El nom original d'aquest lloc del Patrimoni budista és Yapawwa encara que sovint anomenat Yapahuwa que és una mena de distorsió del seu sentit etimològic genuí.

## Història
Yapahuwa va servir com a capital de Sri Lanka en la darrera part del segle xiii (1273–1284). Construïda en una enorme roca de 90 metres d'altura i en l'estil de la roca de la fortalesa de Sigiriya, Yapahuwa era un palau i fortalesa militar contra invasors estrangers.
El palau i la fortalesa van ser construïts per Buvanekabahu I (1272–1284) l'any 1273. Moltes traces de batalles antigues encara poden ser vistes, mentre una escala ornamental és la principal resta. Sobre el roc hi ha les restes d'una stupa, un recinte amb un arbre Bodhi i una cova de refugi a la roca utilitzada per monjos budistes, indicant que anteriorment aquest lloc va ser utilitzat com a monestir budista, igual que altres roques i turons de l'àrea. Hi ha diverses coves a la base de la roca. Dins una d'elles és una capella amb imatges de Buda. Una cova té una inscripció brahmi.
A la base del sud del roc hi ha una fortificació amb dos fosses i muralles. En aquest recinte hi ha les restes d'un nombre d'edificis incloent-hi una capella budista. Hi ha també un temple budista anomenat Yapahuwa Rajamaha Vihara construït durant el període de Kandy.
La Dent de Buda va ser portada a Dambadeniya i mantinguda en el Temple de Dent construït per aquest propòsit al cim de la tercera escala. La relíquia va ser portada lluny del temple, cap a l'Índia del sud pel Pandyes, i després recuperada el 1288 per Parakkramabahu III (1287–1293), qui temporalment la va col·locar en lloc segur a Polonnaruwa.

## Galeria d'imatges

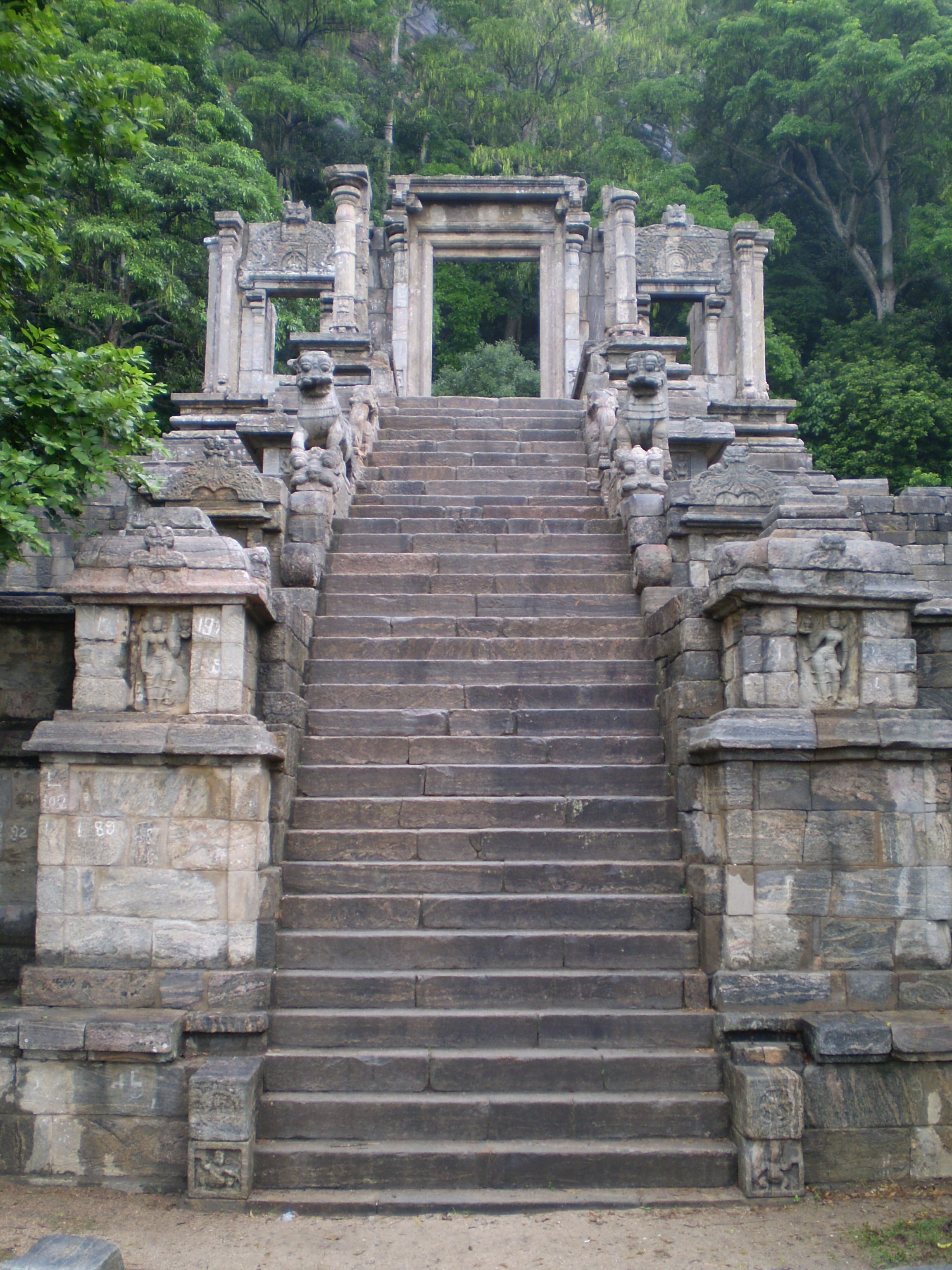
Escales de Yapahuwa .
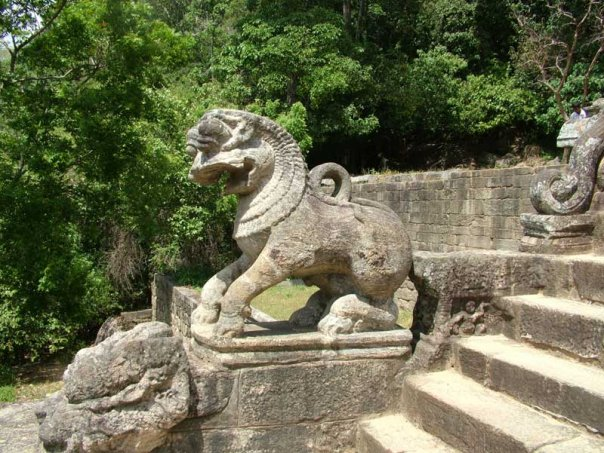
Escultura en pedra del Lleó (apareixia en l'antic bitllet de 10 rupies).
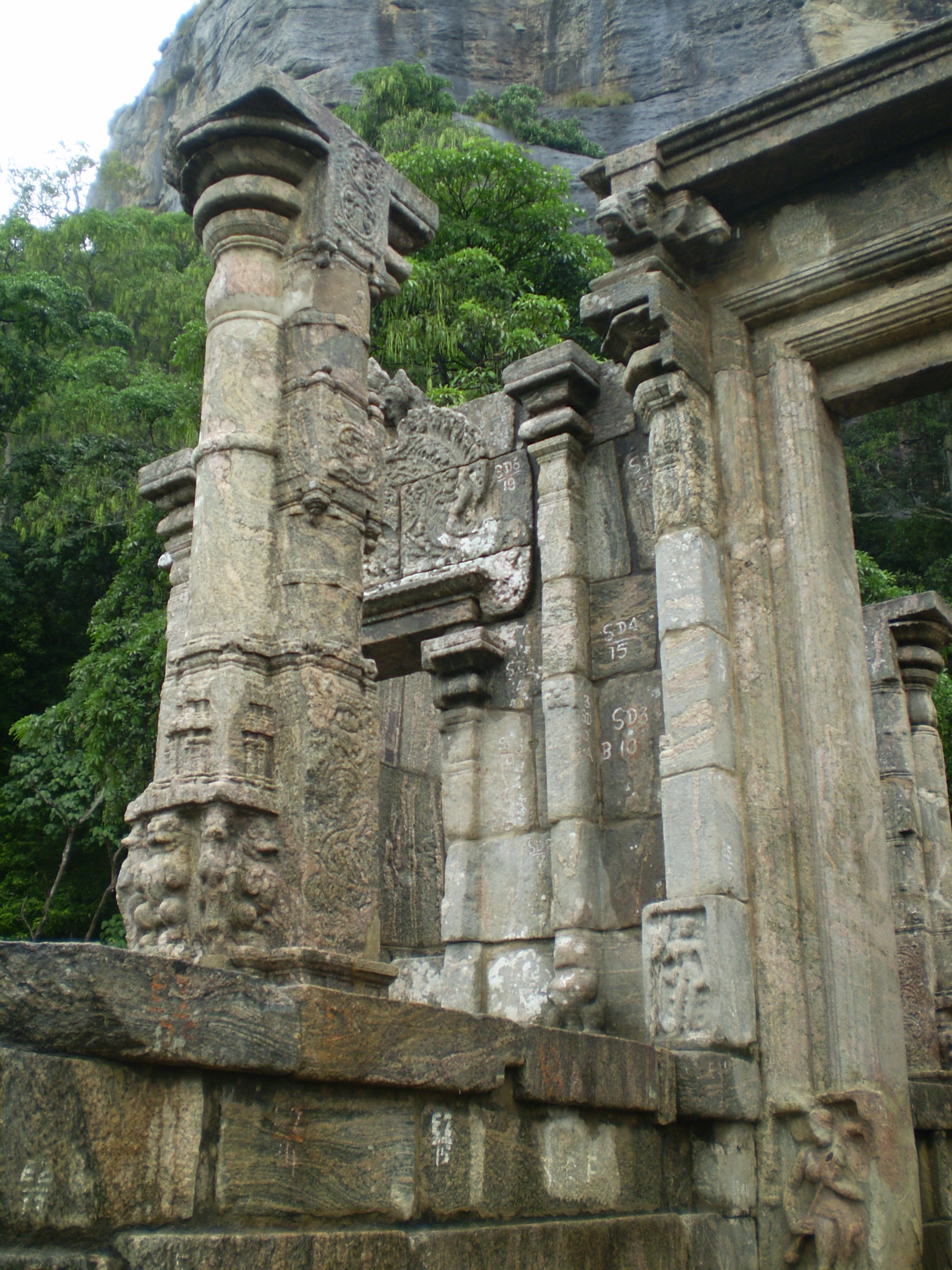
Gravats a l'escala
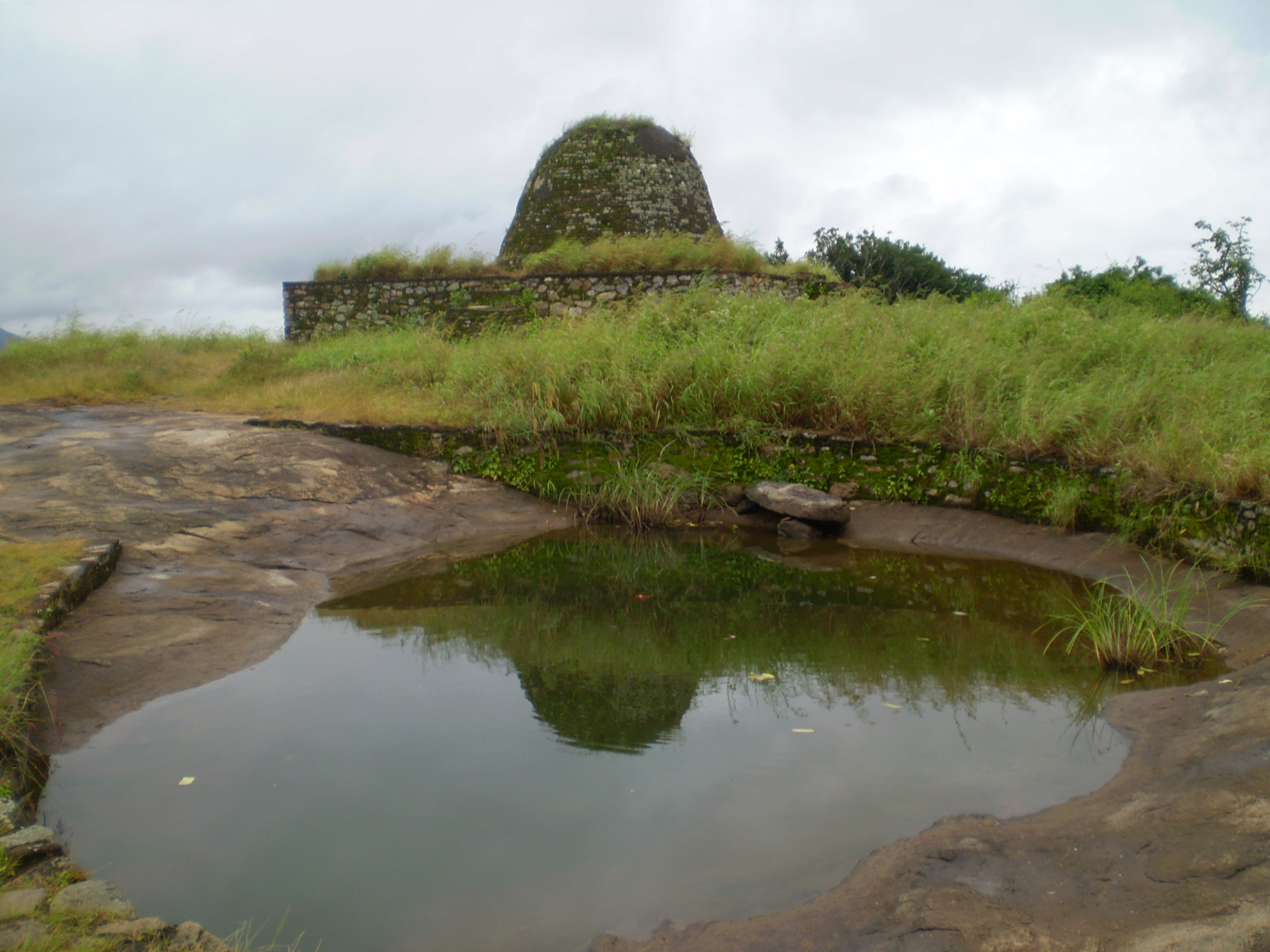
Ruïnes de la Stupa
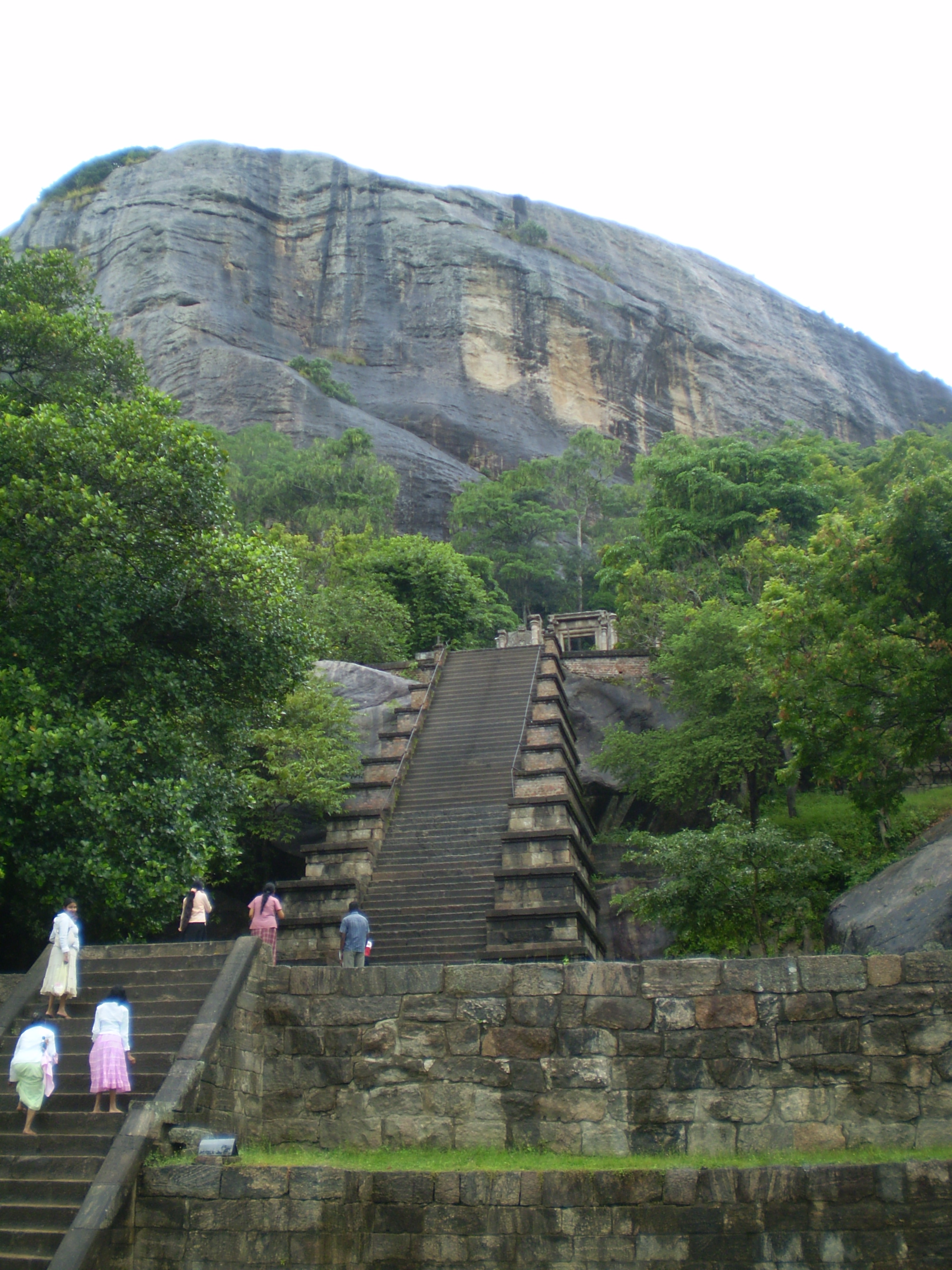
L'escala que es dirigeix al Roc
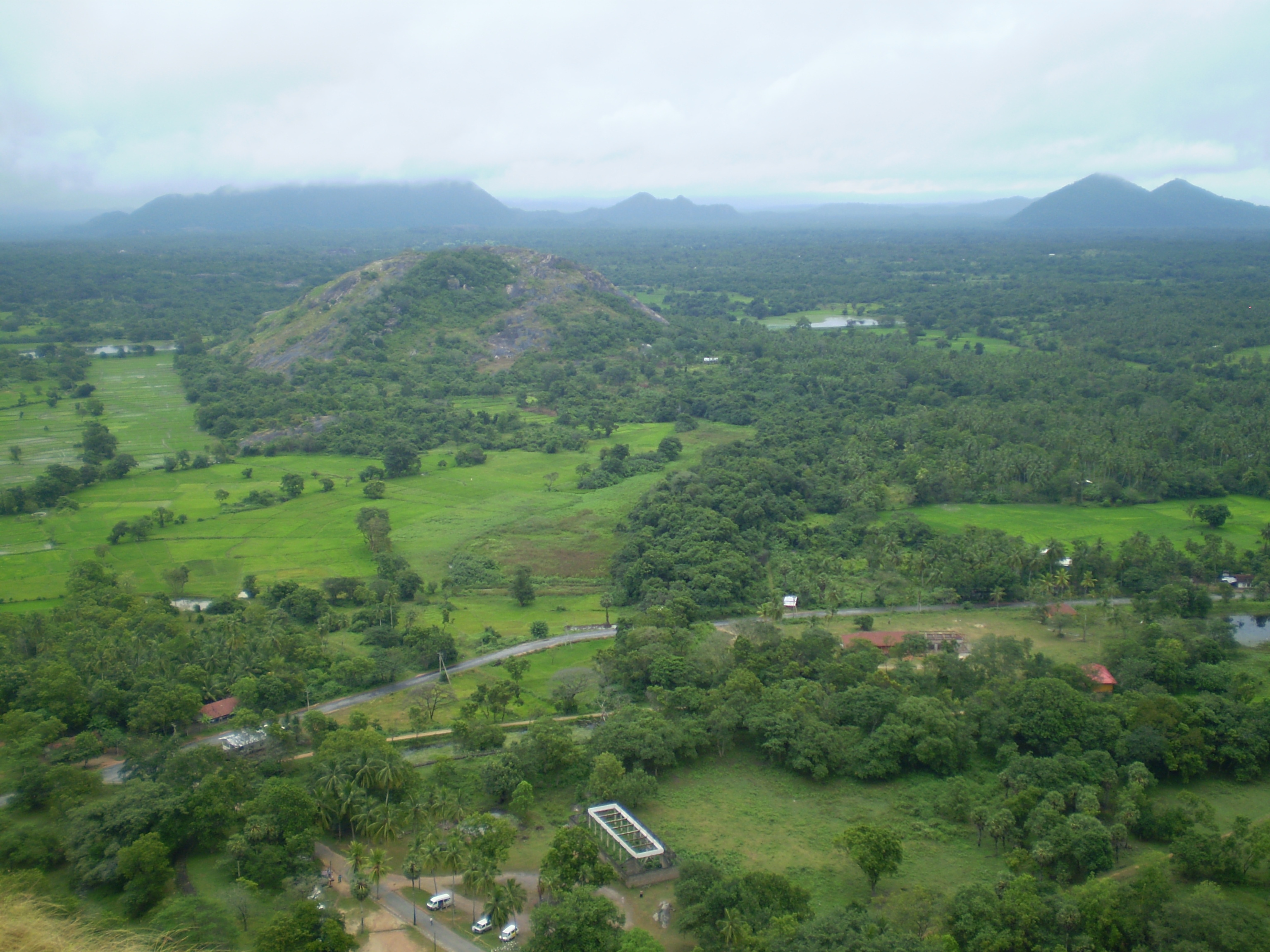
Vista de la part superior
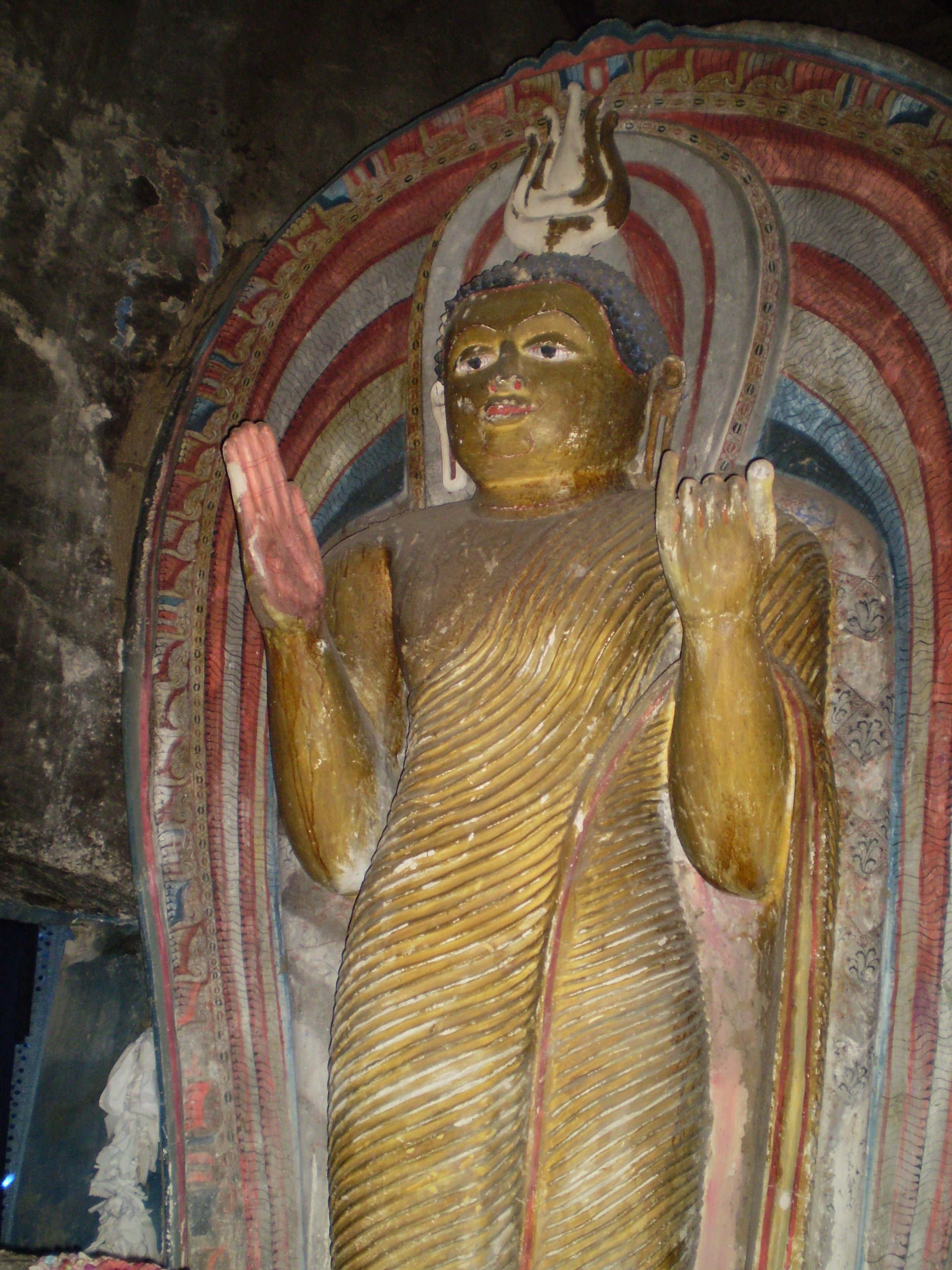
Estàtues de Buda en el temple
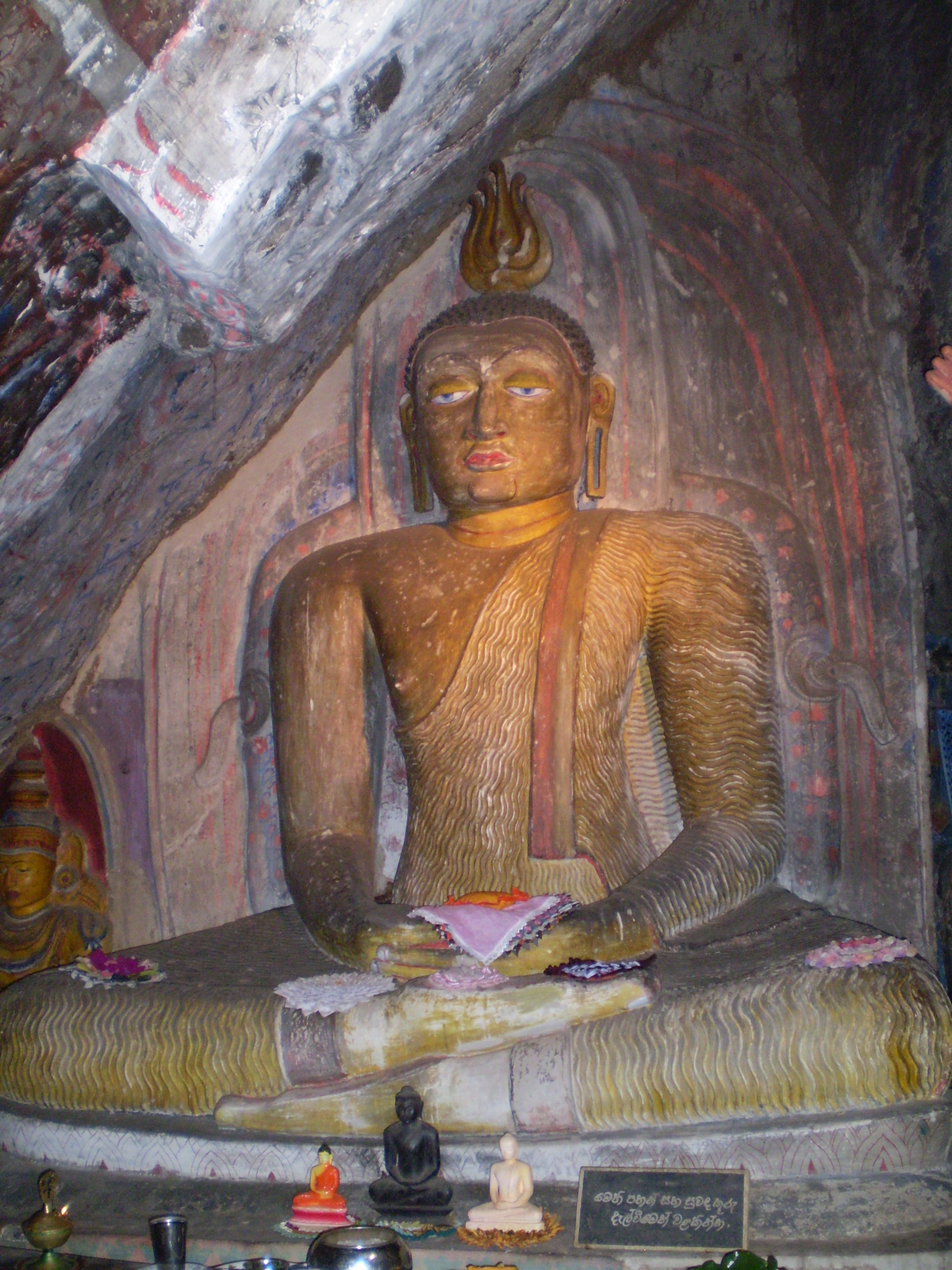
Estàtues de Buda en el temple (ii)
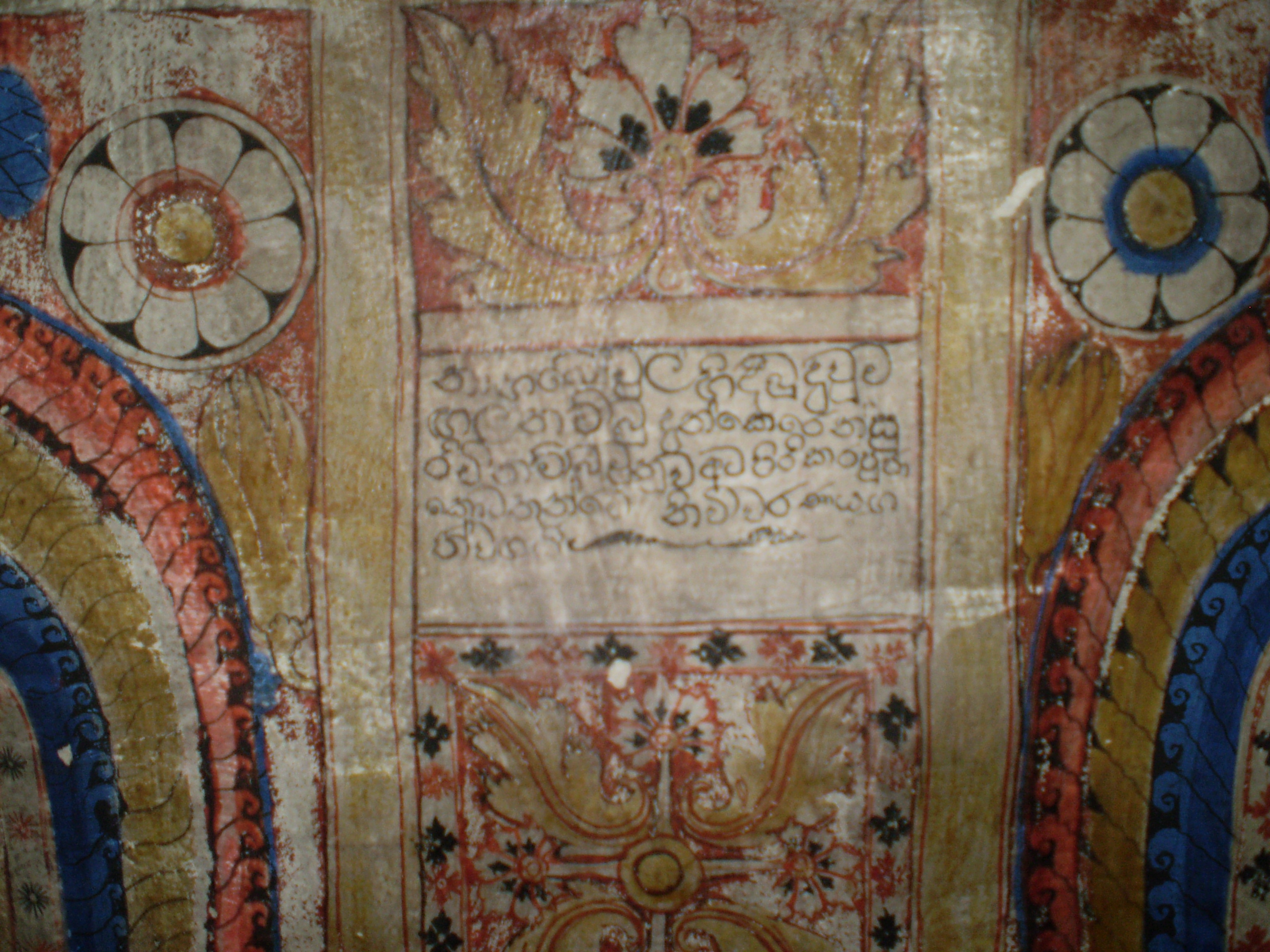
Pintures d'era de Kandy dins el temple
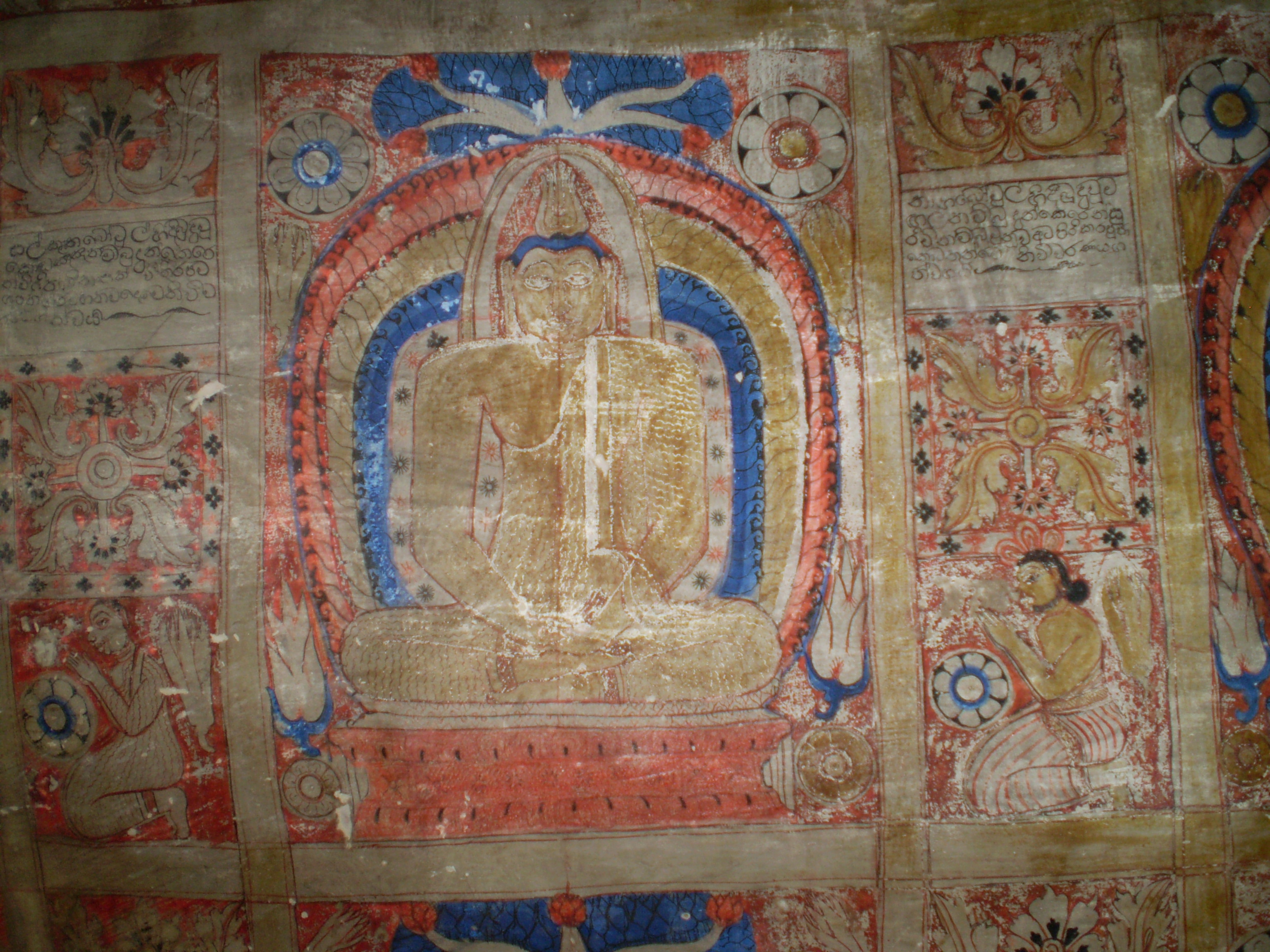
Pintures d'era de Kandy dins el temple
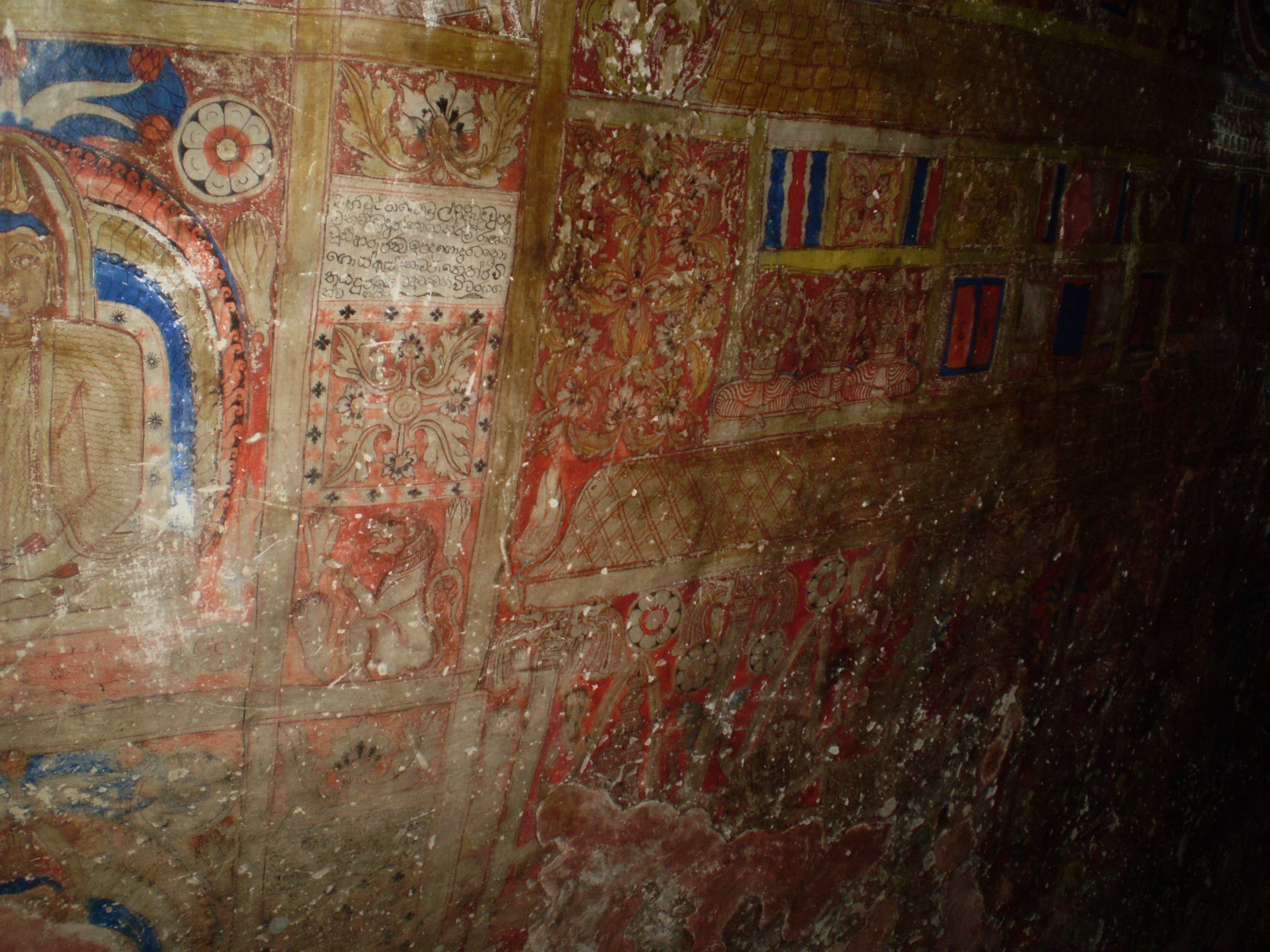
Pintures d'era de Kandy dins el temple